# RNF223
RNF223 (англ. Ring finger protein 223) – білок, який кодується однойменним геном, розташованим у людей на 1-й хромосомі. Довжина поліпептидного ланцюга білка становить 249 амінокислот, а молекулярна маса — 26 629.
| 10         |  | 20         |  | 30         |  | 40         |  | 50         |
| ---------- |  | ---------- |  | ---------- |  | ---------- |  | ---------- |
| MSSGQQVWHT |  | AVPPPRRSSS |  | IASMPRSPSS |  | AGSPRSPGTP |  | GSERVASPLE |
| CSICFSGYDN |  | IFKTPKELSC |  | THVFCLECLA |  | RLAAAQPVGR |  | PGGEAVPCPF |
| CRQPTAVPPA |  | GAPALCTSRQ |  | LQARMPAHLR |  | REEPVWLEGT |  | KLCCQPLPTT |
| PGREPGFVCV |  | DVGLSKPAEP |  | PAPARDPAPR |  | RGRLARCWAR |  | CRDWRRMALV |
| SALLLMLFCV |  | ALWPVQCALK |  | TGNLRCLPLP |  | PRPPATSTAA |  | SPLGPLTDN  |

A: Аланін

C: Цистеїн

D: Аспарагінова кислота

E: Глутамінова кислота

F: Фенілаланін

G: Гліцин

H: Гістидин

I: Ізолейцин

K: Лізин

L: Лейцин

M: Метіонін

N: Аспарагін

P: Пролін

Q: Глутамін

R: Аргінін

S: Серин

T: Треонін

V: Валін

W: Триптофан

Білок має сайт для зв'язування з іонами металів, іоном цинку. 
Локалізований у мембрані.